# Maxime Sommeron
Ne pas confondre avec Sommeron, une commune française.
Maxime Lucien Maurice Sommeron, né le 23 février 1913 à Neyron et mort le 22 mai 1998 à Lyon, est un architecte et un résistant français du Camp Didier. Il a été maire de Neyron de 1965 à 1983. Il est enterré au cimetière de Neyron.

## Biographie

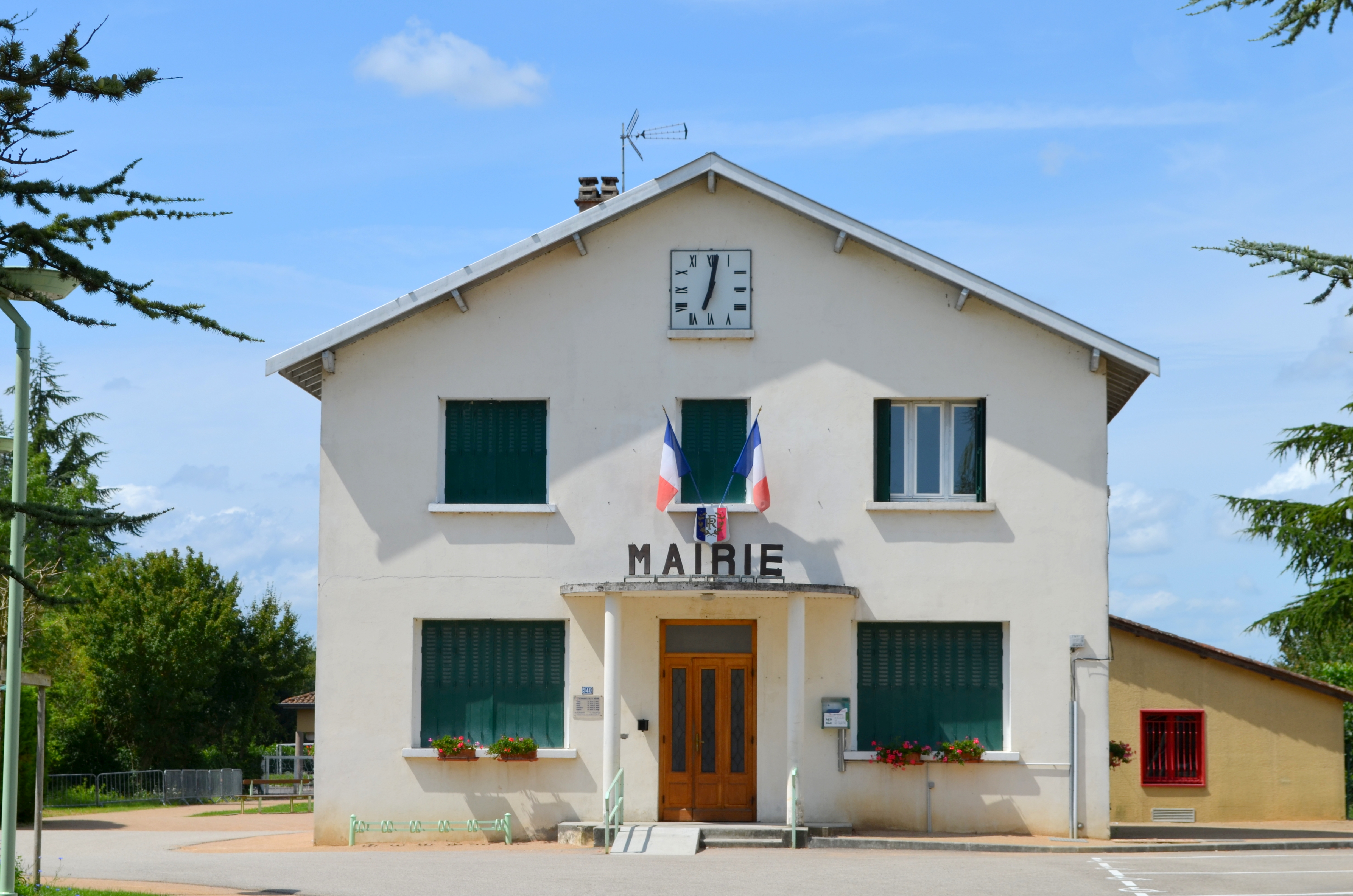
La mairie de Thil en 2014, conçue par Maxime Sommeron.

Durant la Seconde Guerre mondiale, il est résistant et participe, sous le nom de Max, aux activités du Camp Didier. Il commande la 3e compagnie, formé par des volontaires du maquis de Tramoyes.
Architecte de profession, il a réalisé la mairie de Thil dans l'Ain, construite en 1965.
Il est élu maire de Neyron en 1965, puis plusieurs fois réélu, il conserve la mairie jusqu'en 1983. En 1969, il est battu à l'élection cantonale du canton de Montluel par Pierre Cormorèche.
Il y a une place Maxime-Sommeron à Neyron.

## Vie personnelle
Maxime Sommeron est le fils de Joseph Sommeron (boucher de profession) et de Jeanne Coron. Il se marie avec Jeanne Françoise Bernay le 14 janvier 1946 à Miribel.